# Essure

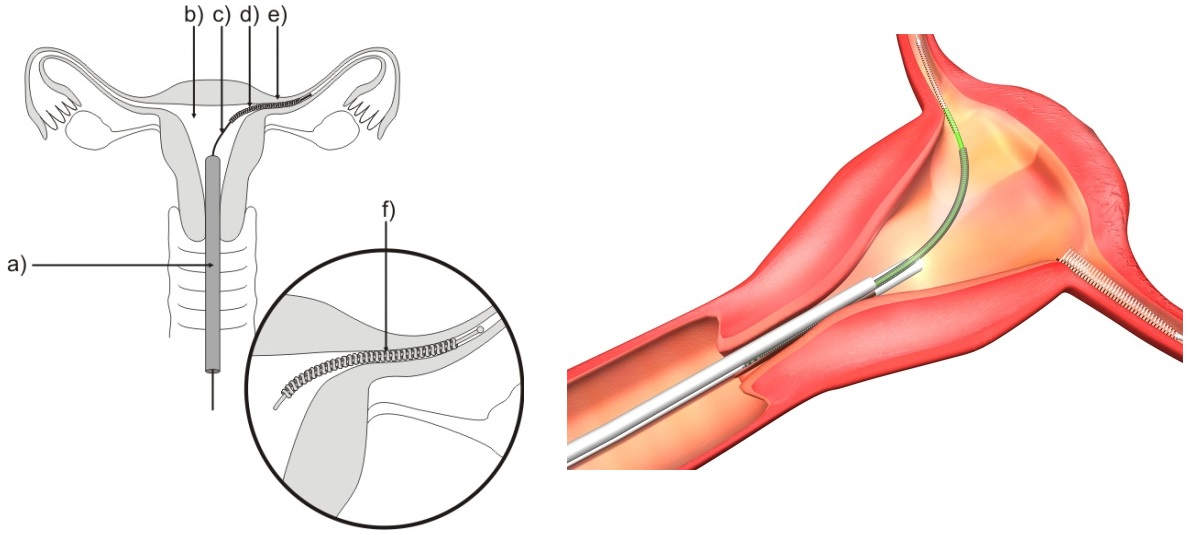
Placering av spiralen i äggledaren

Essure är en permanent preventivmetod för kvinnor, som har utvecklats av Conceptus Inc, och metoden har varit CE-godkänd i Europa sedan 2001. Produkten förbjöds i Sverige i början av 2019.

## Om metoden
Essure-metoden kräver inget kirurgiskt ingrepp. Istället sätter en gynekolog in mjuka mikroinlägg genom kroppens naturliga vägar (vagina, cervix och livmoder), in i äggledaren. Inläggen är gjorda av nitinol (titan/nickel legering). När inläggen är på plats bildar kroppen en naturlig barriär runt inläggen som hindrar spermier att nå ägget. För att vara helt säker på Essure som preventivmetod görs ett bekräftelsetest efter tre månader.

## Risker
Under eller alldeles efter behandlingen kan kvinnan uppleva milda kramper, illamående/kräkningar, yrsel och mindre blödningar. Biverkningar som kan uppstå senare är viktökning, svullen buk, ont i magen,   kronisk mensvärk, ryggvärk, svullen kropp,  vätska i kroppen, ledvärk, håravfall, trötthet,  huvudvärk, domningar och stickningar i händerna, ben, fötter, hormonobalans, pms, olustkänsla i kroppen, andfådd, blodsockerfall, orkeslös
Utöver dessa, finns det mer varaktiga problem i form av infektioner, inre blödningar och konstant smärta.